# Dopis osmi
Takzvaný Dopis osmi je text, který vyšel jako otevřený dopis osmi evropských státníků 30. ledna 2003 ve Wall Street Journalu (jiné zdroje uvádějí The Times, podle dalších byl text vydán souběžně v řadě evropských deníků) pod názvem United We Stand neboli česky Jsme sjednoceni. Pod textem mělo být podepsáno osm státníků – odtud jeho název.
Uvádí se, že dopis byl reakcí na neochotu Francie a Německa podpořit vojenský zásah proti Iráku a deklarací podpory části států Evropské unie této vojenské akci. S iniciativou údajně přišel španělský premiér José María Aznar, v jehož úřadu měl dopis vzniknout. Jiné zdroje uvádějí, že ho původně navrhl Mike Gonzalez, zástupce vedoucího redaktora listu The Wall Street Journal Europe.
Dokument vyvolal řadu protichůdných reakcí na domácí i mezinárodní politické scéně, zejména po následné válce v Iráku, kdy se nepodařilo žádný z oficiálně uváděných důvodů pro tento konflikt prokázat. Za Českou republiku dokument podepsal prezident Václav Havel. Ve funkci prezidenta ČR skončil pouhé dva dny poté, co tento dokument vyšel v tisku.

## Signatáři
- předseda vlády José María Aznar
- předseda vlády Tony Blair
- předseda vlády Silvio Berlusconi
- předseda vlády Leszek Miller
- předseda vlády Péter Medgyessy
- předseda vlády Anders Fogh Rasmussen
- předseda vlády José Manuel Durão Barroso
- prezident Václav Havel